# Hypacanthium
Hypacanthium là một chi thực vật có hoa trong họ Cúc (Asteraceae).

## Loài
Chi Hypacanthium gồm các loài: